# Manowar
Manowar je americká heavy metalová skupina z města Auburn ve státě New York založená v roce 1980 Joeym DeMaiem, Ericem Adamsem, Ross the Bossem a Carlem Canedym. Je známá především texty inspirovanými fantasy (zejména žánrem meče a magie) a mytologií (zejména severskou a řecko-římskou). Kapela má na kontě také řadu skladeb oslavujících samotný metalový žánr a jeho jádrové publikum. Proslula také svým hlasitým a důrazným zvukem. V rozhovoru pro MTV v únoru 2007 baskytarista Joey DeMaio poznamenal: „V dnešní době opravdu chybí velkolepý, epický metal plný drtivých kytar, sborů a orchestrů... takže je příjemné být jednou z mála kapel, které tohle skutečně dělají.“
V roce 1984 byla skupina zapsána do Guinnessovy knihy rekordů za nejhlasitější vystoupení, přičemž tento rekord od té doby překonala ještě dvakrát. Zároveň drží světový rekord za nejdelší heavymetalový koncert, když v roce 2008 odehráli v Bulharsku (na festivalu Kavarna Rock Fest) vystoupení trvající pět hodin a jednu minutu. Kapela je rovněž známá svým heslem „smrt falešnému metalu“.

## Biografie

### Začátky (1980–1981)
Baskytarista a lídr skupiny Joey DeMaio pracoval jako pyrotechnik pro Black Sabbath a při tom se seznámil s kytaristou Ross the Bossem, který v té době hrál se skupinou Shakin Street, předkapelou Black Sabbath. Díky společným hudebním zájmům se stali přáteli a rozhodli se založit kapelu na návrh a radu zpěváka Ronnieho Jamese Dia během turné. Na konci turné s Black Sabbath se duo dalo dohromady. Jako zpěvák se k nim později připojil Eric Adams a bubeník Carl Canedy, čímž byl položen základ skupině Manowar. Název je zkrácenou verzí sousloví „Man of war“, a přestože může být chápán jako odkaz na námořní lodě Man-of-war , DeMaio si jej jednoduše vybral jako synonymum „Warrior“. Již od počátku byla jejich hudba založena na epickém zvuku a ovlivněna skladatelem vážné hudby Richardem Wagnerem. Ve spojení s texty ovlivněnými fantasy literaturou a severskou mytologií je Manowar považován za prvního představitele žánru power metal, hudebně k nim ovšem sedí spíše označení klasický heavy metal. Manowar svůj styl označuje jako true metal.

### Battle Hymn (1981–1982)
Po svém založení přišel do skupiny bubeník Donnie Hamzik a nahráli demo, které jim pomohlo získat nahrávací smlouvu s Liberty Records u dceřiné nahrávací společnosti EMI. Na debutovém albu skupiny Battle Hymns vydaném v roce 1982 vystoupil s mluveným slovem režisér Orson Welles, který později namluvil část textu pro skladbu Defender z alba Fighting the World.
Po vydání alba se Manowar vydal na své první turné jako předkapela pro Teda Nugenta. Tato spolupráce na turné vydržela pouze pár měsíců a Manowar se rozhodl pro krátké vlastní turné a všechna opatření byla provedena během několika týdnů jejich manažerem. Navzdory těmto neúspěchům si kapela na tomto krátkém turné získala menší domácí slávu a také začala získávat své první evropské fanoušky, zejména ve Spojeném království a v Německu. Vystresovaný napětím z pokračujících vystoupení se Hamzik rozhodl na konci tohoto turné kapelu opustit a byl nahrazen Scottem Columbusem.

### Into Glory Ride, Hail to England,Sign of the Hammera rozsáhlé evropské turné (1983–1986)
V roce 1983 kapela opustila Liberty Records a uzavřela nové smlouvy s Megaforce Records pro USA a Music For Nations pro Evropu, které podepsali vlastní krví, aby se postavila proti hudebnímu průmyslu, kterým se cítila opovrhována.
Po návratu do USA se Manowar vrátil zpět do studia, aby nahráli jednoduché EP, ale místo toho vyšlo kvůli množství a kvalitě skladeb vyrobených v tomto období jako album.
1. července 1983 Manowar vydal druhé album Into Glory Ride. Atmosféra alba evokovala klasickou mytologii a hrdinskou fantasy, a sloužila jako předchůdce vikingského metalu. Obsahoval několik inovativních prvků, jak ve stylu, tak ve zvuku a vedlo to k obrovskému nárůstu počtu fanoušků skupiny, zejména ve Spojeném království, kde skupina plánovala dlouhé turné, které bylo nakonec zrušeno. Aby se Manowar omluvili za neúspěch jejich britského turné, rozhodli se věnovat své další album Spojenému království. Třetí album Hail to England bylo nahráno a smícháno za pouhých šest dní, a vyšlo koncem července 1984. Po tomto albu se skupina vydala na turné po Anglii nazvané Spectacle of Might Tour.
Brzy poté se Manowar vrátil zpět do studia a mezitím rozvázali smlouvy s Megaforce a MFN. Skupina podepsala smlouvu s nahrávací společností Virgin Records a odletěla nahrát album v Anglii v oxfordském Manor Studiu. 15. října 1984 skupina vydala čtvrté album Sign of the Hammer.
V roce 1984 byl Manowar zapsán do Guinnessovy knihy rekordů jako nejhlasitější skupina svět, který dosáhl 131 decibelů.
Po vydání alb skupina podnikla rozsáhlé turné po Evropě nazvané Hail to Europe Tour, které trvalo od října 1984 do roku 1986.

### Fighting the WorldaKings of Metal(1986–1991)
Po dalších neshodách s jejich novým vydavatelstvím skupina v roce 1986 změnila vydavatelství na Atlantic Records. A v únoru 1987 Manowar vydal páté album Fighting the World, které se těšilo rozsáhlejší distribuci a zvýšilo postavení kapely na mezinárodní heavymetalové scéně. V Německu se prodalo 250 tisíc kopií alba a ve Španělsku se prodalo 50 tisíc kopií, kde v obou zemích se stalo zlatým albem.
V listopadu 1988 Manowar přichází se šestým albem Kings of Metal, které je nejznámějším dílem kapely. Obsahuje známé písně jako "Heart of Steel", "Kings of Metal", "Hail and Kill", "Kingdome Come" a "The Crown and the Ring". Album je celosvětově nejprodávanějším albem Manowar.
Po nahrávání alba DeMaio vyhodil kytaristu Rosse the Bosse a podle kytaristy z rozhovoru 2008 uvedl: „Joey cítil, že Manowar by beze mě bylo lepší“. Po hledání mezi asi 150 kytaristů si členové kapely vybrali Davida Shanklea.
Skupina se poté vydala na světové turné, převážně po Evropě, které trvalo tři roky. Columbus se později rozhodl kapelu opustit během turné. Columbus sám si vybral svou náhradu bubeníka Kennyho 'Rhino' Earle Edwardse.

### The Triumph of Steel(1992–1994)
Přišli 90. léta, a to znamenalo změny v hudebním průmyslu. V září 1992 skupina vydala sedmé album The Triumph of Steel a získalo určitý úspěch. Je to také první album skupiny, které se umístilo v americkém Billboard žebříčku Heatseekers Albums na 22. místě a v japonském žebříčku na 68. místě. Album obsahuje progresivní prvky proslavila se zejména přítomností písně trvající ne méně než 28 minut s názvem „Achilles, Agony and Ecstasy in Eight Parts“. inspirovaný událostmi Iliady a hrdiny Achilla. Po tomto vydání se kapela vydala na dvouleté světové turné. Po vypršení jejich smlouvy s Atlantic, kapela podepsala novou s Geffen Records
V roce 1994 nečekaně Shankle opustil kapelu a založil vlastní skupinu. Jeho místo zaujal kytarista Karl Logan kterého DeMaio potkal během motoristického srazu.

### Louder Than Hell(1995–2001)
V roce 1995 se Manowar vrátil zpět do studia, aby nahráli další album. Mezitím se nečekaně také vrátil bubeník Scott Columbus, přesto Rhino nahrál dema pro album se skupinou.
V roce 1996 Manowar vydali osmé album Louder Than Hell, které přes dobré prodeje bylo kritizováno za svůj jednoduchý styl.
Navzdory těmto výtkám vydali Manowar novou kolekci nazvanou Anthology a své první živé album Hell on Wheels vydané BMG International v masce dvojcédéčka obsahujícího všechny nejoblíbenější písně skupiny. Protože Manowar neměli čas nahrát nové studiové album kvůli probíhajícímu propagačnímu turné, vydali v roce 1999 druhé živé album Hell on Stage u Metal Blade Records.

### Warriors of the World(2002–2005)

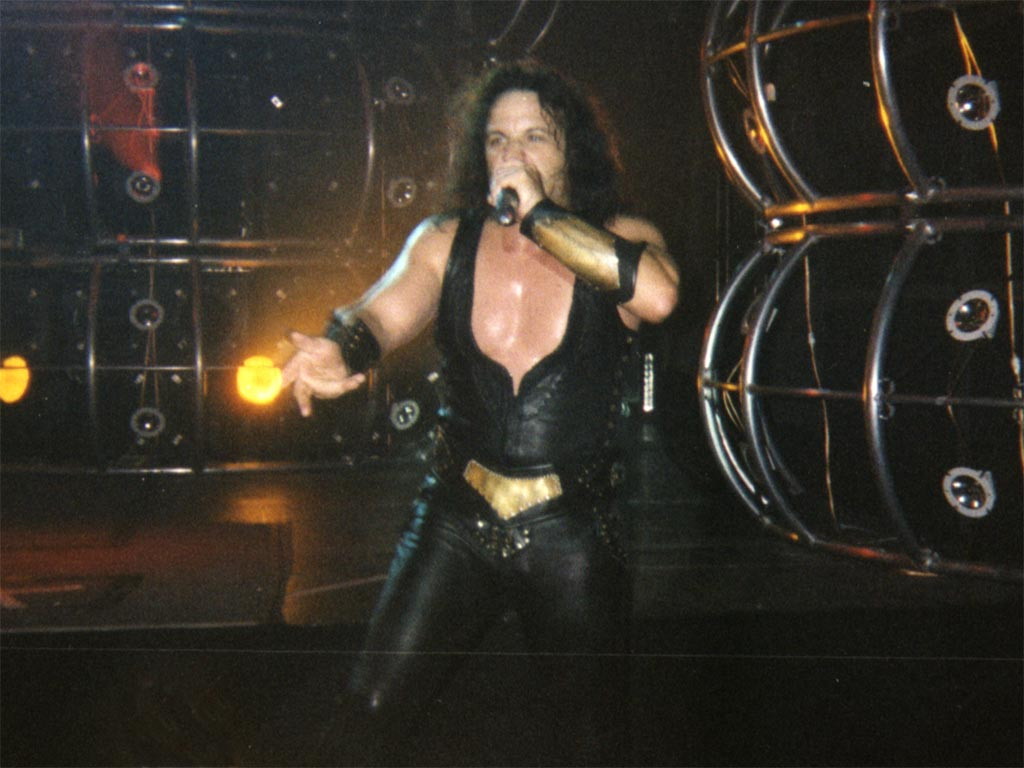
Frontman Eric Adams roku 2002

Po šesti letech od poslední desky skupiny Manowar vydali deváté album v červnu 2002 s názvem Warriors of the World přes vydavatelství Nuclear Blast. Album obsadilo přední pozice evropských žebříčků hlavně v Německu obsadilo 2. místě a prodalo se ho přes 150 tisíc kopií. Nejznámějšími skladbami z alba se staly "Warriors of the World United", "House of Death" a "Call to Arms", kromě Pucciniho árie "Nessun Dorma", převzaté na počest italských fanoušků a zpívané živě poprvé na koncertě v Miláně.
Manowar poté zahájili dlouhé světové turné nazvané Warriors of the World United Tour, které je dost zaměstnávalo, aby kompenzovala nedostatek studiových alb skupina vydala několik DVD: v roce 2002 Fire and Blood, v roce 2003 Hell on Earth Part III a v roce 2005 Hell on Earth Part IV.
V roce 2005 DeMaio založil vydavatelství Magic Circle Music, které se zaměřuje na pro potřeby Manowar a dalších skupin podobného žánru jako heavy metal, power metal, progresivní metal a true metal. Mezi jeho klienty patřilo mimo jiné skupina Rhapsody of Fire. Pod labelem Magic Circle vyšlo také EP The Sons of Odin se záběry pořízenými během Earthshaker Fest 2005.

### Gods of WaraThunder in the Sky(2006–2009)
Vydání nového alba plánované na duben 2006 bylo zpožděno kvůli zranění ruky kytaristy Karla Logana při havárii na motocyklu. Desáté album bylo nakonec vydáno v únoru 2007 pod názvem Gods of War, které je o Odinovi, králi bohů a hlavního boha války v severské mytologii. Na tomto albu skupina použila více prvků symfonického metalu. Jedná se o nejdelší album skupiny, které trvá přes 73 minut. Album se poprvé umístilo v britském Rock & Metal alba na 7. místě, ale nejvyšší umístění bylo v německém žebříčku na 2. místě. V Rusku se prodalo přes 10 tisíc kopií.
V roce 2008 opustil Manowar po neshodách bubeník Scott Columbus a po 26 letech se vrátil bubeník Donnie Hamzik. Ke kapele jako hosté se připojili Ross The Boss a Rhino, a odehrál s nimi několik koncertů již v nové sestavě se objevili roku 2010 na Masters of Rock ve Vizovicích, kde zahráli jako poctu zesnulému Ronnie James Diovi 'Heaven And Hell' od Black Sabbath, které bylo součástí alba domovské vydavatelství Magic Circle – A Tribute To Ronnie James Dio, na kterém zahrály i ostatní kapely, které jsou pod touto společností produkované jako HolyHell, Metalforce, Awaken, Avigal, Crosswind, Dean Cascione, Harlet a další.

### Battle Hymns MMXIaThe Lord of Steel(2010–2013)
V říjnu 2010 vyšla remasterovaná verze prvního alba Battle Hymns pod názvem Battle Hymns MMXI s remasterovaným zvukem a dvěma bonusy v podobě živých záznamů z koncertů z roku 1982. Mluvené slovo za zesnulého Orsona Wellese nahrál Christopher Lee, operní zpěvák a herec známý z alb italských Rhapsody of Fire a hlavně jako Saruman z filmové trilogie Pán prstenů.
4. dubna 2011 skupina oznámila, že bývalý bubeník kapely Scott Columbus zemřel. O pár let později v roce 2020 Columbusova dcera Teresa prozradila, že příčina smrti jejího otce byla sebevražda a vyzvala k většímu povědomí o duševních chorobách a depresi.
Jedenácté album bylo vydáno v červnu 2012 pod názvem The Lord of Steel a navazuje na tradici klasického heavy metalu 80. let. Manowar v něm nezapřel svůj styl a ke klasickým rifům přidal moderní zvuk a velmi ostrý a jasný zvuk Loganovy kytary. Kapela vynechala velmi kritizovanou "omáčku" z posledního alba a soustředila se pouze na oldschoolový heavy metal, který kapelu proslavil. Mimo jiné se tu objevila skladba El Gringo, která je součástí soundtracku ke stejnojmennému filmu. Byl to další milník v již bohaté biografii kapely.
Po skončení Lord of Steel Tour v roce 2013 vydali Manowar živé EP s názvem The Lord of Steel Live, které obsahovalo šest živých skladeb nahraných během turné. EP obsahuje mino jiné i skladbu 'Manowarriors' z koncertu v Malé sportovní haly v Praze.
V červenci 2013 Manowar oznámili, že budou znovu nahrávat album Kings of Metal z roku 1988. Brian Blessed nahrál své vyprávění pro skladbu „The Warrior's Prayer“ v Circle Recording Studios v Birminghamu. Stejně jako opětovné nahrání Battle Hymns MMXI, i toto album umožnilo kapele využít moderní technologie.
28. září 2013 vyšlo remasterované album Warriors of The World, které navíc obsahuje bonusovou skladbu House Of Death nahranou při koncertním vystoupení.

### Kings of Metal MMXIV(2014–2015)
V únoru 2014 vyšla digitální verze znovu nahrávané Kings of Metal pod názvem Kings of Metal MMXIV. Poté se kapela vydala na světové turné pod názvem Kings Of Metal MMXIV World Tour. Úvodní koncert turné se uskutečnil 21. března 2014 v Moskvě.

### The Final Battle (2015–2019)
V květnu 2015 Manowar oznámili, že v současné době pracují na novém studiovém albu, které by mělo vyjít začátkem roku 2016. Album nakonec nebylo vydáno a místo toho se začátkem roku 2016 vydali na evropské turné s názvem Gods a Kings World Tour 2016, které zahrnovalo jejich první koncerty na Slovensku, v Lotyšsku a Bělorusku. V lednu 2016 Manowar odehráli v ČR 4 koncerty včetně dvou v Praze.
25. května 2016 kapela oznámila světové turné s názvem „The Final Battle“, že po tomto turné ukončí svojí činnost. V roce 2017 nahradil Donnieho Hamzika španělský bubeník Marcus Castellani z revival kapely Kings of Steel.
9. srpna 2018 byl Charlotte v Severní Karolíně zatčen Karl Logan za údajnou manipulaci s dětskou pornografií. Po zaplacení kauce byl propuštěn.. Následně kapela oznámila, že se kytarista nebude účastnit Final Battle Tour. Bývalý kytarista skupiny David Shankle projevil zájem o návratu do kapely. Na začátku roku 2019 kapela nakonec oznámila, že na pozici kytaristy našla náhradu v podobě E. V. Martela známého z jediné oficiální revivalové kapely Manowar.
Po ukončení části turné v Rusku a Ukrajině bez předchozího varování odchází bubeník Marcus Castelani a nahrazuje ho švédský bubeník Anders Johansson (ex-HammerFall), první koncert s kapelou odehrál v pondělí 25. března 2019 v Brně
29. března 2019 v rámci turné vydala kapela první ze tří EP s názvem The Final Battle I obsahující 4 nové skladby.
V dubnu 2019 Manowar vystoupili jako první kapela v Arktidě na Špicberkách.
V červnu 2019 bylo vystoupení kapely na francouzském festivalu Hellfest z nezveřejněných důvodů zrušeno. Fanoušci, kteří se měli show zúčastnit, vyjádřili své zklamání z jejich zrušení. Později Manowar vydali prohlášení na svých webových stránkách, že své vystoupení nezrušili, ale že to byli organizátoři festivalu, kdo zrušil jejich vystoupení. Manowar nahradila v sestavě švédská kapela Sabaton. DeMaio později oznámill, že kapela podala žalobu na organizátory Hellfestu.
DeMaio ke konci roku 2019 vyvrátil konec skupiny hlavně kvůli požadavkům fanoušků, aby pokračovali ve vystupování i s dalšími plány do budoucna.

### Highlights from the Revenge of OdysseusaThe Blood of Our EnemiesTour(2020–současnost)
V květnu 2020 Manowar oznámili turné ke 40. výročí založení kapely. , které mělo začít v dubnu 2021 v Evropě. Kapela však turné zrušila kvůli pandemii koronaviru.
V červnu 2022 Manowar oznámili, že bubeník Anders Johansson nemůže vystoupit s kapelou na jejich nadcházejícím turné „Crushing The Enemies of Metal Anniversary Tour" kvůli rodinným závazkům a na turné ho nahradil bubeník Dave Chedrick. DeMaio řekl: "Daveovo bubnování je kombinací rychlosti, síly a ducha "true" metalu, který, jak věříme, si naši fanoušci užijí." Chedrick dodal: "Manowarriors jsou legendární. Je mi ctí, že budu hrát pro ty největší fanoušky na světě!"
22. června 2022 bylo vydáno EP s názvem Highlights from the Revenge of Odysseus.
V září 2022 bylo oznámeno, že na nadcházejícím turné se nezúčastní ani kytarista E. V. Martel a jeho místo obsadil kytarista Michael Angelo Batio.
V březnu 2024 skupina oznámila turné na příští rok s názvem The Blood of Our Enemies Tour, které bude oslavovat výročí alb Hail to England, Sign of the Hammer. V rámci tohoto turné vystoupili Manowar 22. ledna 2025 i v ostravské Ostravar Aréně.

## Hudební styl
Hudba Manowar zahrnuje prvky heavy metalu, power metalu, symfonický metal a také vážnou hudbu. Jejich texty jsou založené na fantazii (zejména meč a magie) a mytologii (zejména severskou mytologii a řecko-římskou mytologii), stejně jako četné písně oslavující žánr a jeho základní publikum.
Skupina v roce 1984 zavedla termín true metal (pravý metal) ke svému albu Hail to England přidala následující prohlášení: "We are Manowar. We are invincible. Death to False Metal. Hail to England.“ ("Jsme Manowar. Jsme neporazitelní. Smrt falešnému metalu.  Sláva Anglii.“)
Prohlášení Death to False Metal znamená, že Manowar chtějí, aby byli popisováni jako zástupci True Metalu. Na stejném albu je v písni Army of Immortals, kterou kapela věnovala svým fanouškům, přímo zmíněn true metal. Na následujících vydáních kapely byl False Metal (Falešný metal) také často napadán a true metal byl uváděn jako původní a pravá metalová hudba. Na albu Kings of Metal ve stejnojmenné písni jsou následovníci a fanoušci označováni také jako True Metal People. Od té doby se tento termín stal běžným mezi fanoušky na metalové scéně pro kapely stejného smýšlení. I největší metalový festival na světě Wacken Open Air měl do roku 2016 pódium s názvem True Metal Stage. Fanoušci true metalu a Manowar zvláště vidí metal jako pokračování klasické hudby. Tento postoj jde dokonce tak daleko, že frontman Joey DeMaio popisuje skladatele Richarda Wagnera jako prvního metalistu.

## Členové kapely
Aktuální členové
- Eric Adams – zpěvák, (1980–současnost)
- Joey DeMaio – baskytara (1980–současnost)
- Dave Chedrick – bicí (2022–současnost)
- Michael Angelo Batio – kytary (2022–současnost)

Dřívější členové
- Carl Canedy – bicí (1980)
- Donnie Hamzik – bicí (1981–1982, 2008–2017)
- Ross "The Boss" Friedman – kytara (1980–1988)
- Scott Columbus – bicí (1983–1991, 1995–2008)
- David Shankle – kytara (1989–1993)
- Kenny Earl "Rhino" Edwards – bicí (1992–1995, 2008)
- Karl Logan – kytara (1994–2018)
- Marcus Castellani – bicí (2017–2019)
- E. V. Martel – kytary (2019-2022)
- Anders Johansson – bicí (2019–2022)

## Diskografie

### Studiová alba
- Battle Hymns (1982)
- Into Glory Ride (1983)
- Hail to England (1984)
- Sign of the Hammer (1984)
- Fighting the World (1987)
- Kings of Metal (1988)
- The Triumph of Steel (1992)
- Louder Than Hell (1996)
- Warriors of the World (2002)
- Gods of War (2007)
- The Lord of Steel (2012)

### Živá alba
- Hell on Wheels (1997)
- Hell on Stage (1999)
- Gods of War (2007)
- The Lord of Steel (2013)

### EP a Singly
- Defender (1983)
- All Men Play On Ten (1984)
- Blow Your Speakers (1987)
- Herz Aus Stahl (1988)
- Metal Warriors (1992)
- Defender (1994)
- Return Of The Warlord (1996)
- Courage (1996)
- Courage-Recordet Live (1996)
- Number One (1996)
- Warriors Of The World United Part 1 (2002)
- Warriors Of The World United Part 2 (2002)
- An American Trilogy/Fight For Freedom (2002)
- The Dawn Of Battle (2002)
- The Dawn of Battle (2002)
- The Sons Of Odin (2006)
- The Sons Of Odin-Immortal Package (2006)
- Thunder in the Sky (2009)
- Die With Honor (2008)
- El Gringo (2012)
- The Final Battle I (2019)
- Highlights from the Revenge of Odysseus (2022)

### Speciální vydání
- Secrets Of Steel (1997)
- Live In Spain  (1998)
- Live In Portugal  (1998)
- Live In France  (1998)
- Live In Germany  (1998)
- The Kingdom Of Steel (Compilation) (1998)
- Battle Hymns-Silver Edition (2001)
- Into The Glory Ride-Silver Edition (2001)
- Hail To England-Silver Edition (2001)
- Battle Hymns MMXI (2010)
- Warriors of The World - 10th Anniversary Remastered Edition (2013)
- Kings of Metal MMXIV (2014)
- Hail to England MMXIX (2019)

### DVD
- Hell on Earth Part I (2000)
- Fire and Blood, Hell On Earth Part II (2003)
- Hell on Earth Part III (2004)
- Hell on Earth Part IV (2005)
- The Absolute Power (2006)
- Magic Circle Festival Volume 1 (2007)
- Magic Circle Festival Volume 2 (2008)
- Hell on Earth Part V